# Прадосегар
Прадосегар (ісп. Pradosegar) — муніципалітет в Іспанії, у складі автономної спільноти Кастилія-і-Леон, у провінції Авіла. Населення — 157 осіб (2010).
Муніципалітет розташований на відстані близько 120 км на захід від Мадрида, 33 км на захід від Авіли.
На території муніципалітету розташовані такі населені пункти: (дані про населення за 2010 рік)
- Барріо-де-Арріба: 25 осіб
- Барріо-дель-Медіо: 2 особи
- Прадосегар: 130 осіб

## Демографія
Динаміка населення (INE ):